# 部分激动剂

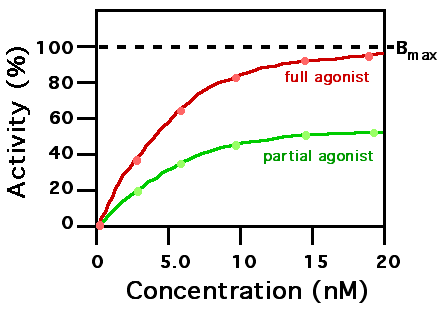
完全激动剂与部分激动剂

部分激动剂（英語：partial agonist）可以和某个特定的受体结合并将其激活，但是和完全激动剂相比，它只有部分效能，可以看作是既具有激动剂活性，又具有拮抗剂活性的配体。当完全激动剂和部分激动剂都存在的时候，部分激动剂实际上起到竞争性拮抗剂的作用，因为它可以和完全激动剂竞争受体的活性位点。在临床上，当内源性配体不足时使用部分激动剂就可以得到期望的阈下最大反应，而在过量的内源性配体存在时给予部分激动剂则可以降低受体的过度激活。
常见的部分激动剂有药品丁螺环酮、阿立哌唑、丁丙诺啡和去甲氯氮平等。和厚朴酚和发卡二醇是过氧化物酶体增殖物活化受体γ的部分激动剂。